# Basílica menor

Ornamentos heráldicos de una basílica menor.

Basílica menor (del latín Basilica minor, Basilicae minores en plural) es un título papal dado a algunas iglesias católicas.

## Historia
Tras la adopción del cristianismo como religión oficial del Imperio romano, se hizo necesario un modelo de edificio capaz de acoger a grupos importantes de fieles para el culto. De este modo, las primeras iglesias de Roma fueron levantadas a semejanza de las basílicas seculares, lugares donde se administraba justicia delante del pueblo. Su crecimiento en tamaño e importancia marcó la transferencia gradual del poder civil a manos del episcopado durante el siglo V.
Basílicas son, en primer lugar, las iglesias de Roma. Entre ellas se diferencian las mayores y las menores. En la primera categoría se encuentran solamente las cuatro basílicas patriarcales o papales, mientras que en la segunda categorización se encuentran el resto de iglesias importantes de Roma, y más de 1500 basílicas menores en todo el mundo que han sido asimiladas a ellas por breve o rescripto pontificio. Todas las catedrales suelen ser consideradas basílicas menores. La lista completa se puede encontrar en el anexo basílicas católicas.

## Privilegios

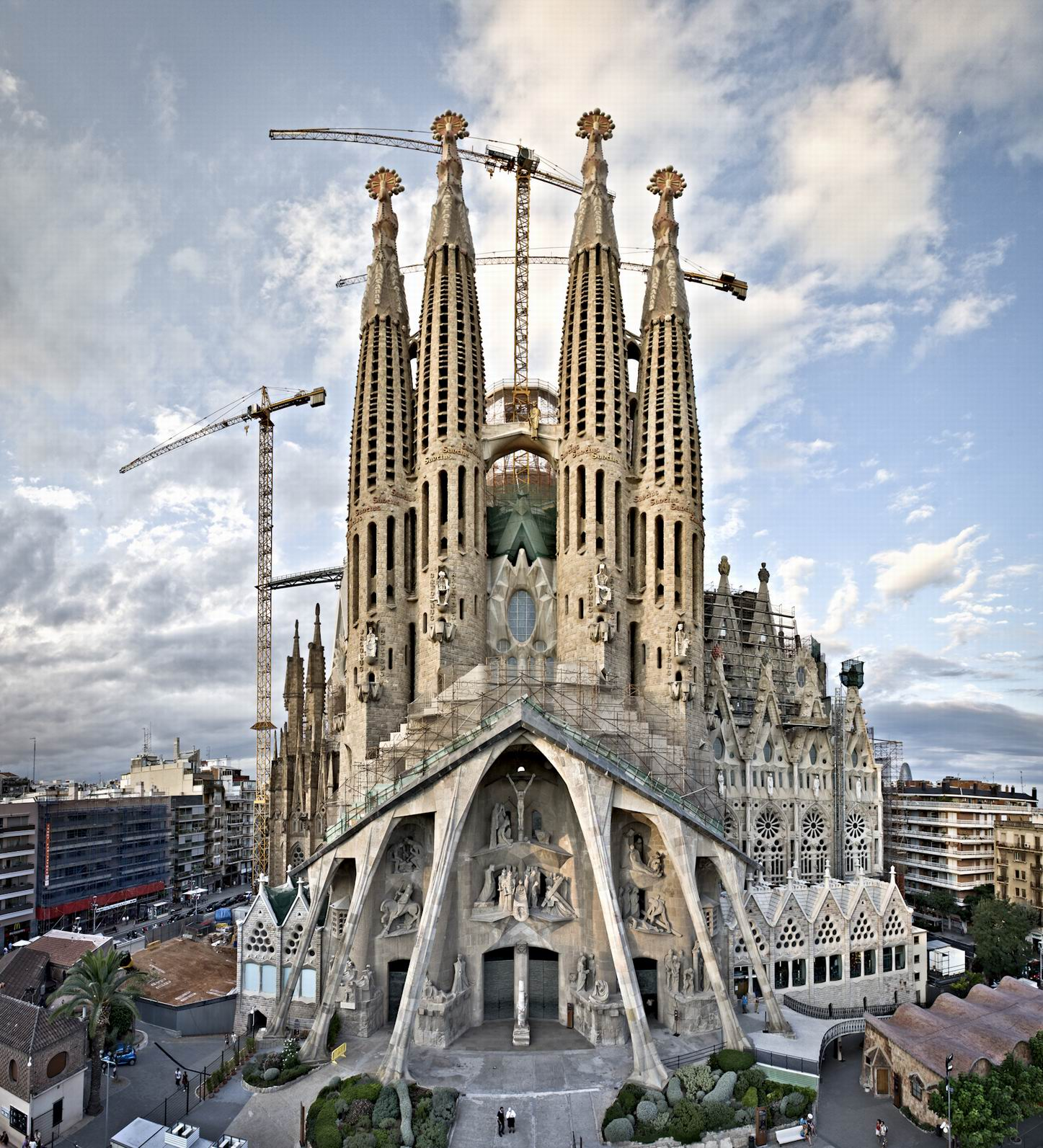
Templo Expiatorio de la Sagrada Familia, ejemplo de basílica menor.

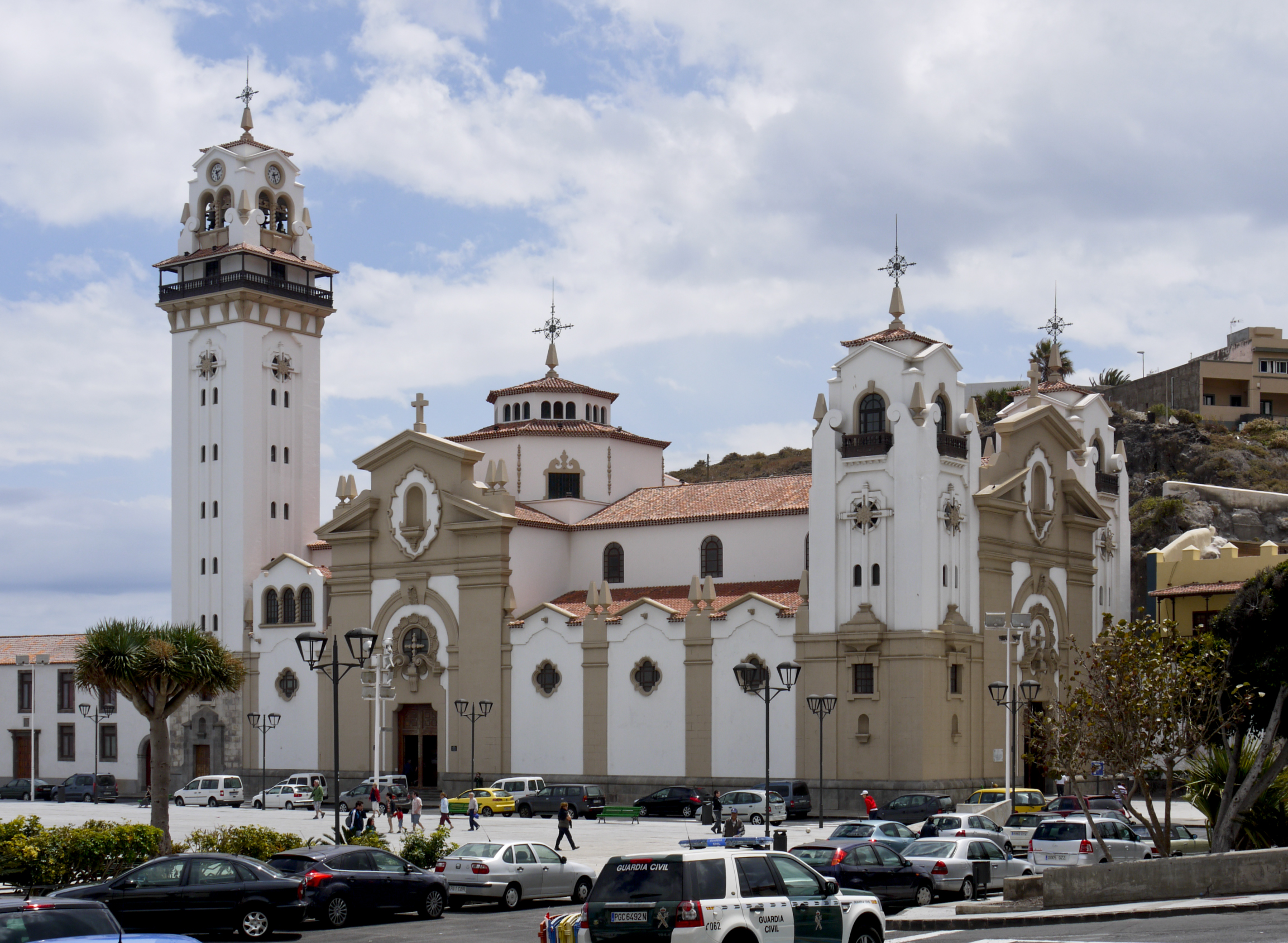
Basílica de Nuestra Señora de la Candelaria (Tenerife). Este templo fue elevado a la categoría de basílica menor en el año 2011 por el papa Benedicto XVI.

Los privilegios ligados a la situación de la basílica, que se confiere por un Breve Apostólico, incluyen una determinada precedencia respecto de otras iglesias, el derecho a utilizar el conopeo (un dosel parecido a un paraguas, también llamado umbráculo, ombrellino, papilio, siniquio, etc.) y una campana llamada tintinábulo, que son utilizadas juntas en procesión a la cabeza del clero en actos oficiales, y el uso de capa magna para el rector o los miembros del capítulo si lo tuviera. Hoy en día, sin embargo, la normativa vigente sobre las basílicas no se pronuncia en ningún momento sobre el derecho a utilizar el conopeo y el tintinábulo, ya que actualmente no existen litúrgicamente.
Estas basílicas son populares santuarios, a menudo, son receptoras de importantes peregrinaciones, sobre todo aquellas que se construyeron encima de un confessio o lugar de sepultura de un mártir.
Para que un templo pueda alcanzar el título basilical, debe cumplir tres requisitos:
- Debe ser un templo de regio esplendor, levantado con un perfil destacado.
- Dicho templo debe ser foco espiritual de una comunidad que es santuario para la multitud de devotos que acuden a él.
- Que dicho templo, bajo sus bóvedas, posea un tesoro espiritual y sagrado, dando culto ininterrumpido al Señor, a la Virgen y al Santo venerado en él.

También se asocian al templo ciertos deberes, entre ellos: 
- Que el oficio celebrado en ella sea un ejemplo para los demás templos de la Diócesis a la que pertenece,
- Promover la formación bíblica y religiosa de los fieles, como el estudio y divulgación de los documentos con los que se propone el magisterio del sumo pontífice.
- Obligación de celebrar las fiestas de la Cátedra del Apóstol San Pedro (22 de febrero), de San Pedro y San Pablo (29 de junio), y el aniversario de la exaltación del sumo pontífice.